# Arpajon-sur-Cère
Arpajon-sur-Cère – miejscowość i gmina we Francji, w regionie Owernia-Rodan-Alpy, w departamencie Cantal.
Według danych na rok 1990 gminę zamieszkiwało 5296 osób, a gęstość zaludnienia wynosiła 111 osób/km² (wśród 1310 gmin Owernii Arpajon-sur-Cère plasuje się na 30. miejscu pod względem liczby ludności, natomiast pod względem powierzchni na miejscu 44.).